# Ořechovec
Ořechovec (Carya) je rod rostlin z čeledi ořešákovité. Jsou to opadavé stromy s lichozpeřenými střídavými listy a drobnými, větrosprašnými květy v jednopohlavných květenstvích. Plodem je pseudopeckovice (oříšek v dužnatém obalu). Rod zahrnuje 18 druhů a je rozšířen v Severní Americe, Mexiku a východní Asii. Největší počet druhů roste na východě USA.
Jádra plodů řady druhů jsou jedlá. Nejvýznamnější je severoamerický ořechovec pekanový, poskytující pekanové ořechy. Plody některých dalších druhů (zejména ořechovce vejčitého) jsou známy jako hikorové ořechy. Dřevo ořechovců je tvrdé, pevné a dekorativní. V Severní Americe je obchodováno pod názvem hickory (hikora). Ořechovce mají význam i v medicíně, jsou zdrojem oleje a barviva. Některé druhy jsou pěstovány i v českých botanických zahradách a arboretech. Nejčastěji pěstovaným druhem je ořechovec vejčitý.

## Popis
Ořechovce jsou opadavé, jednodomé stromy, které mohou dosáhnout výšky až 52 metrů, výjimečně keře. Dřeň větévek je na rozdíl od ořešáku plná, nepřehrádkovaná, listové jizvy jsou velké, štítovitého tvaru nebo trojlaločné. Úžlabní pupeny jsou kryté dvěma listeny nebo kápovitým útvarem vzniklým srůstem těchto listenů. Borka je šedá nebo hnědavá, v mládí hladká s puklinami, v pozdějším věku rozbrázděná, někdy hluboce zvrásněná nebo odlupčivá v šupinách, plátech či dlouhých pásech.
Listy jsou střídavé, lichozpeřené, složené ze 3 až 17 řapíčkatých, na okraji pilovitých lístků. Koncový lístek je největší.
Květenství jsou jednopohlavná, klasovitá. Samičí květenství jsou vzpřímená, jednotlivá, chudokvětá a vyrůstají na konci letorostů, zatímco samčí květenství jsou převislá, postranní, jehnědovitá a zpravidla uspořádaná v trojčetných svazcích, které vyrůstají buď při bázi letorostů nebo řidčeji na starším dřevě. Květy jsou jednopohlavné, drobné, bezobalné, podepřené listenem a 2 nebo 3 listenci. V samčích květech je několik (většinou 3 až 7) tyčinek. Samičí květy obsahují semeník s přisedlým, čtyřlaločným bliznovým terčem.
Plodem je podobně jako u ořešáku pseudopeckovice, tedy oříšek obklopený tlustou dužnatou slupkou, která se formuje ze zdužnatělého kalicha a zákrovu, nikoliv ze stěny semeníku jako u pravé peckovice. Oříšek je na povrchu hladký nebo skulpturovaný, uvnitř na bázi rozdělený 2 nebo 4 přepážkami. Slupka za zralosti puká 4 švy. Skořápky oříšku mohou být tenké nebo tlusté a velmi tvrdé. Semena jsou nasládlá nebo hořká.

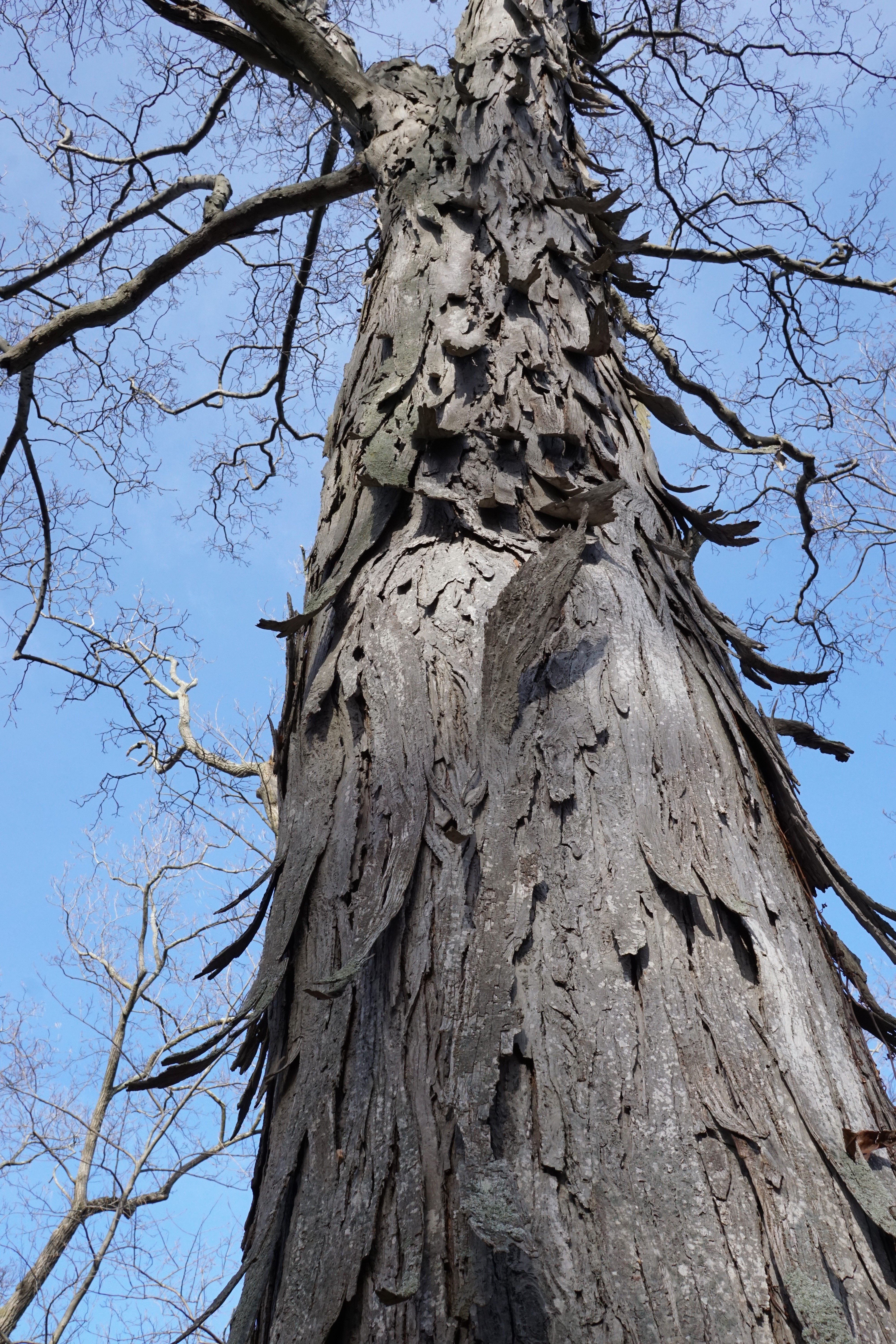
Borka ořechovce vejčitého
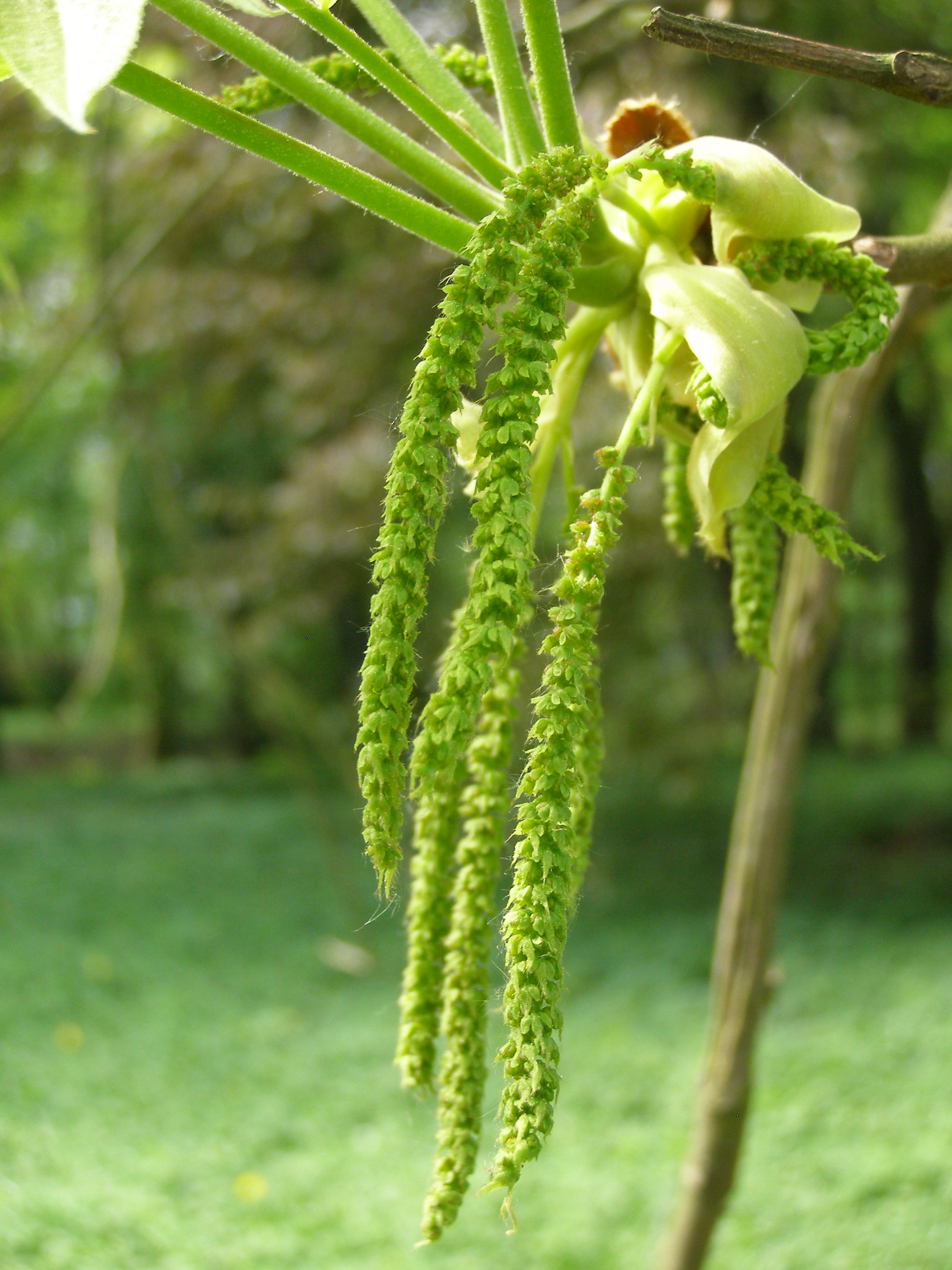
Samčí jehnědy ořechovce dřípatého
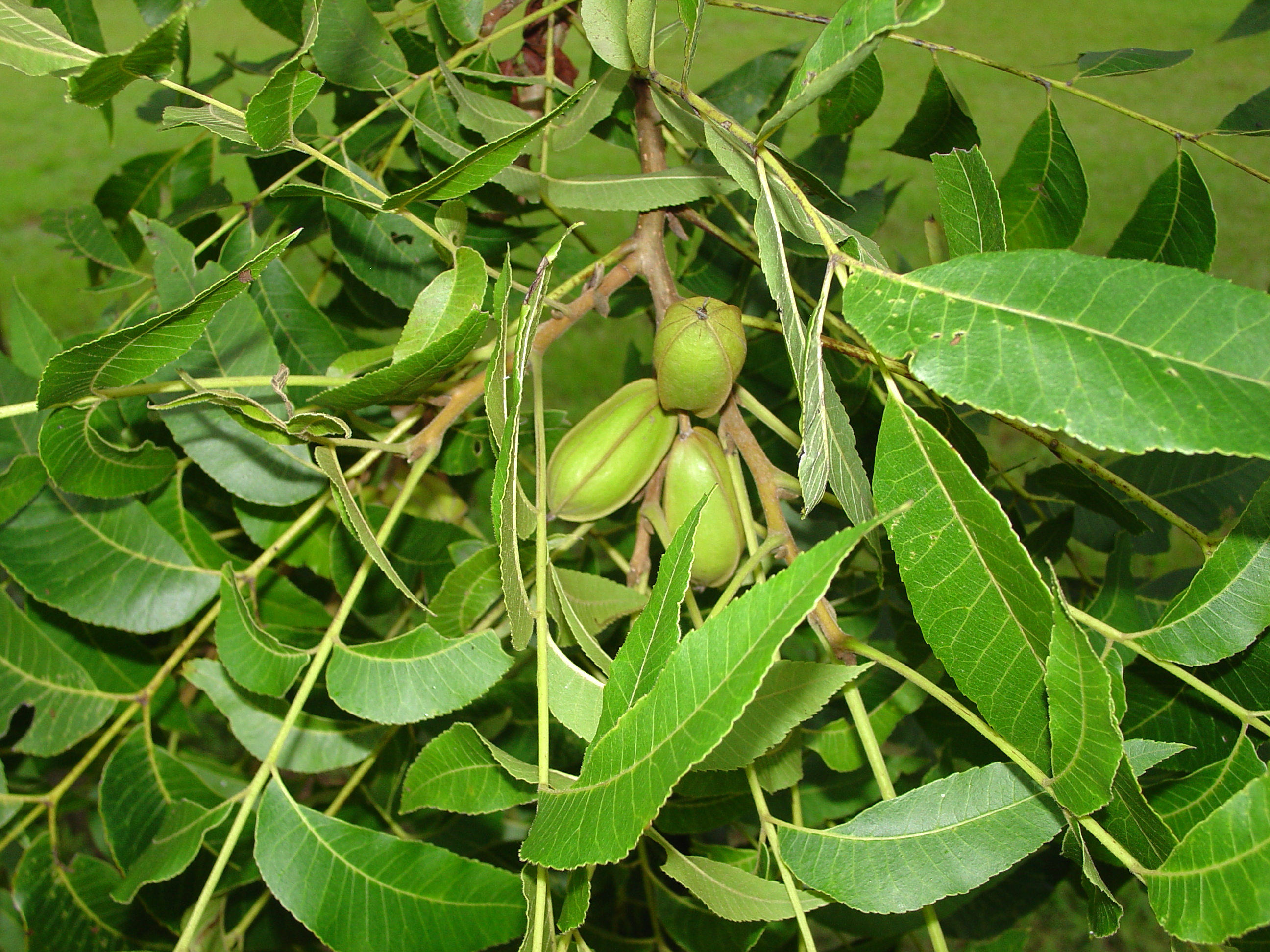
Ořechovec pekanový s plody
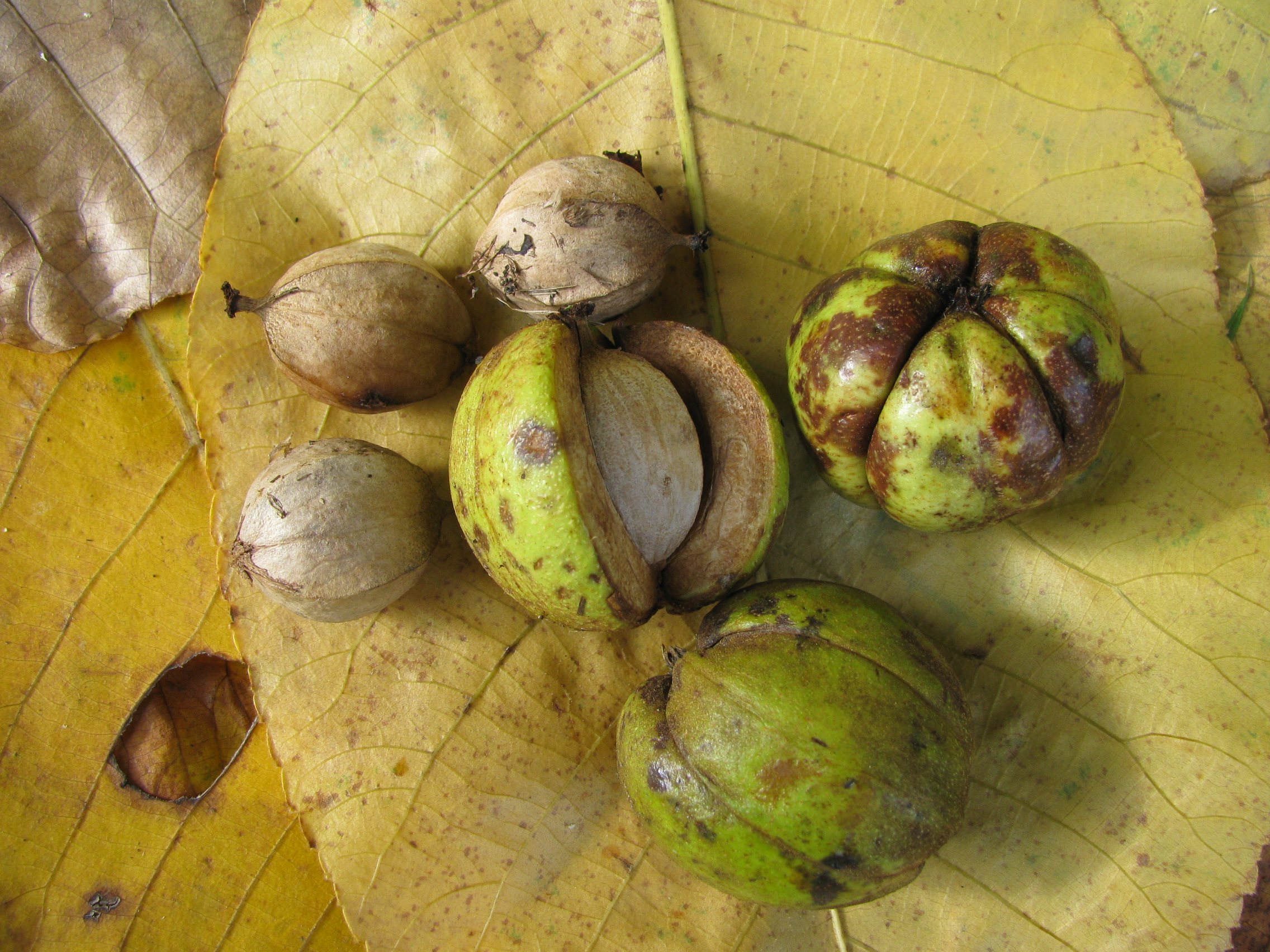
Plody ořechovce vejčitého

## Etymologie
Vědecké pojmenování Carya je odvozeno od starořeckého slova καρiα (ořech).
Označení hikora (hickory) pochází z jazyka algonkinských kmenů severoamerických indiánů a je odvozeno od slova pawcohiccora. Tímto slovem se kdysi označoval likér, vyráběný z plodů ořechovce vejčitého.

## Rozšíření
Rod ořechovec zahrnuje 18 druhů. Je rozšířen v Severní Americe. Mexiku a východní Asii. Centrum rozšíření je ve východní polovině USA, kde roste celkem 11 druhů. Většina severoamerických druhů má značně rozsáhlý areál. Výjimkou je Carya floridana, endemit Floridy. Do východních oblastí Kanady přesahuje 5 druhů.
Druh Carya palmeri je endemit Mexika, další 3 druhy zasahují do severního až středního Mexika z jihu USA.
V Asii roste celkem 6 druhů. Areál zahrnuje jižní a jihovýchodní Čínu, Indočínu (Thajsko, Laos, Vietnam) a indický Assam. Největší areál má v Asii Carya tonkinensis.

## Ekologické interakce

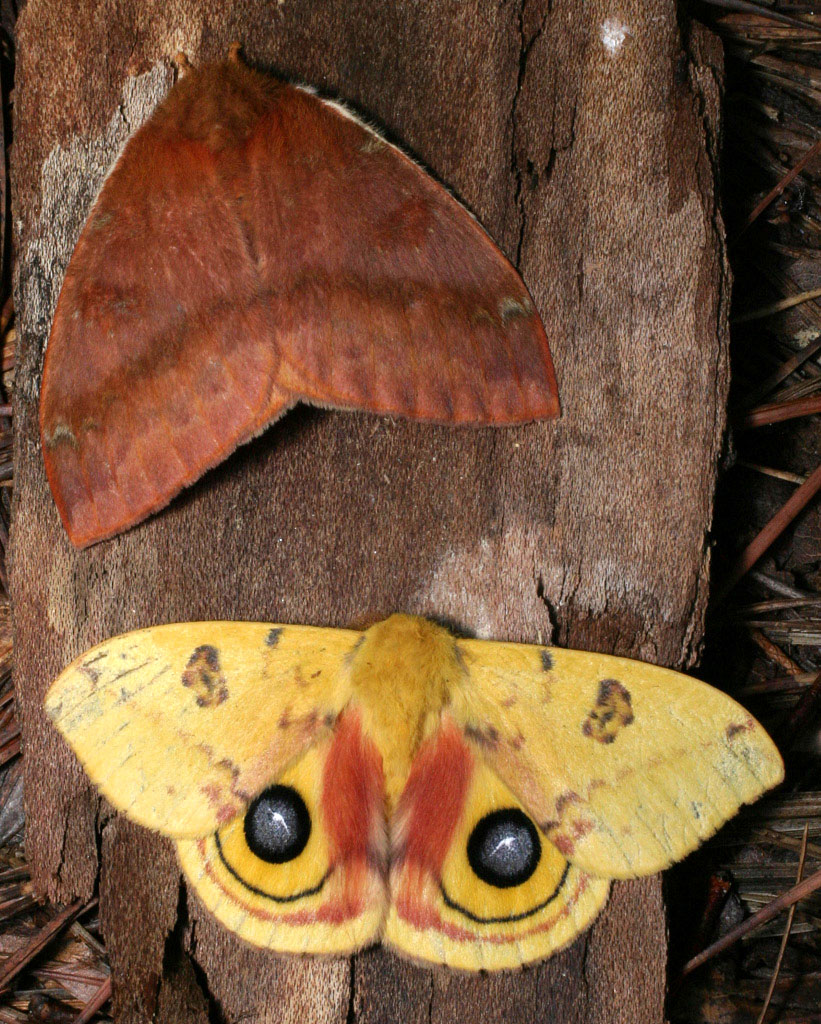
Párek martináčů Automeris io

Ořechovce jsou typicky větrosprašné rostliny.
Plody poskytují potravu řadě živočichů, jako jsou hlodavci nebo někteří ptáci (např. strakapoud kalifornský).
Severoamerické druhy jsou živnými rostlinami housenek široké škály druhů zejména nočních motýlů. Z denních motýlů se na nich živí otakárek Papilio glaucus a některé druhy modrásků rodu Satyrium. Z větších druhů můr se na listech ořechovců živí např. různé druhy martináčů (Actias luna, Antheraea polyphemus, Hyalophora cecropia, Automeris io aj.), přástevníků (Halysidota tessellaris, Hyphantria cunea, Lophocampa caryae), lišaj Amorpha juglandis, stužkonosky rodu Catocala a rovněž množství drobnějších druhů můr a molů z řady čeledí. Ořechovce jsou také živnými rostlinami bizarně vyhlížejících housenek některých druhů můr z čeledi slimákovcovití (Limacodidae), jako je Euclea delphinii, Parasa indetermina nebo Phobetron pithecium. Ve větvích vrtají housenky drvopleně Cossula magnifica. Na listech ořechovce pekanového škodí vlnovník Eriophyes caryae. Ve vlhkých letech napadá listy ořechovců ve východních oblastech Severní Ameriky vřeckovýtrusná houba Gnomonia caryae, způsobující nekrózy a opad listů.

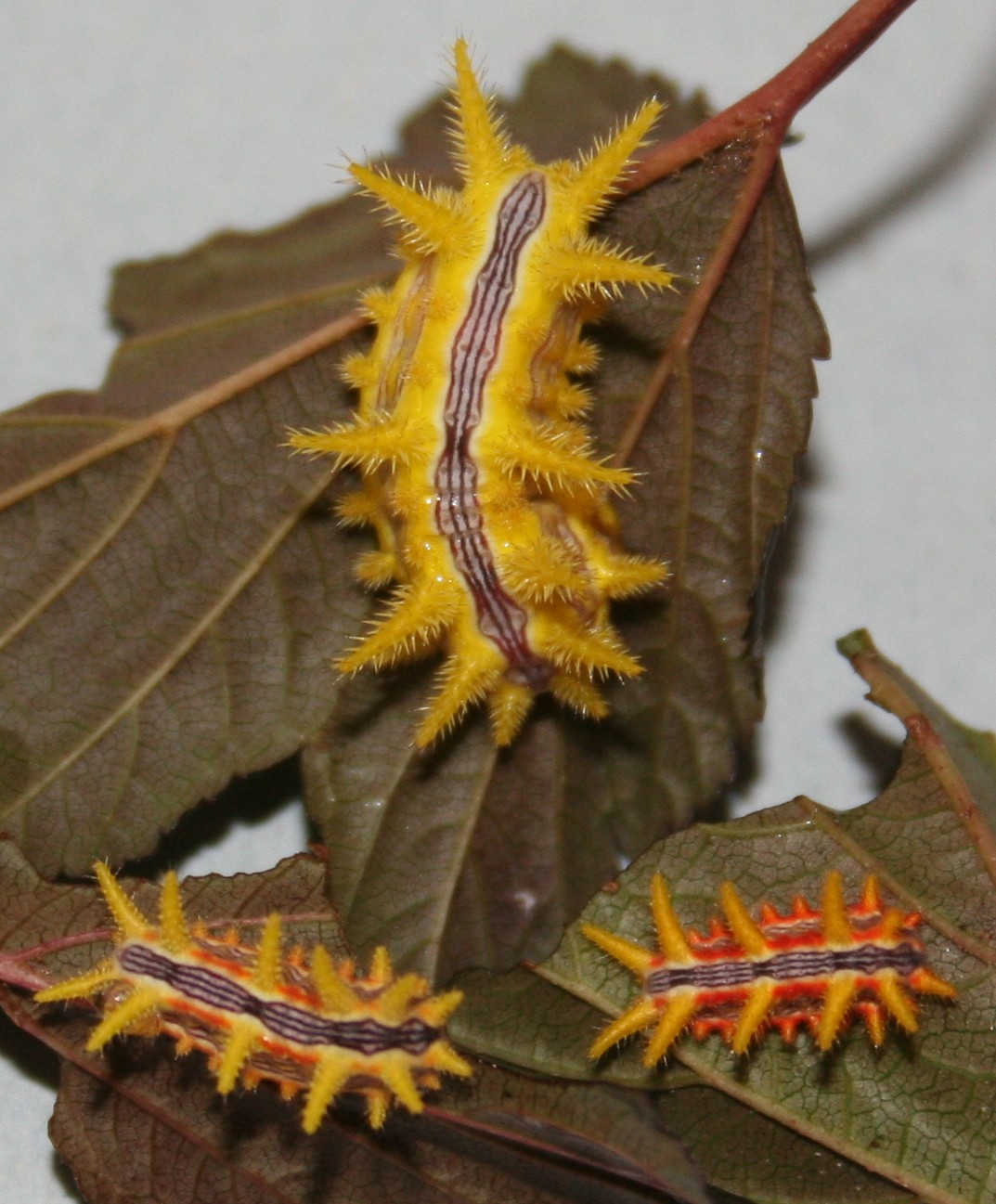
Housenky můry Parasa indetermina z čeledi slimákovcovití
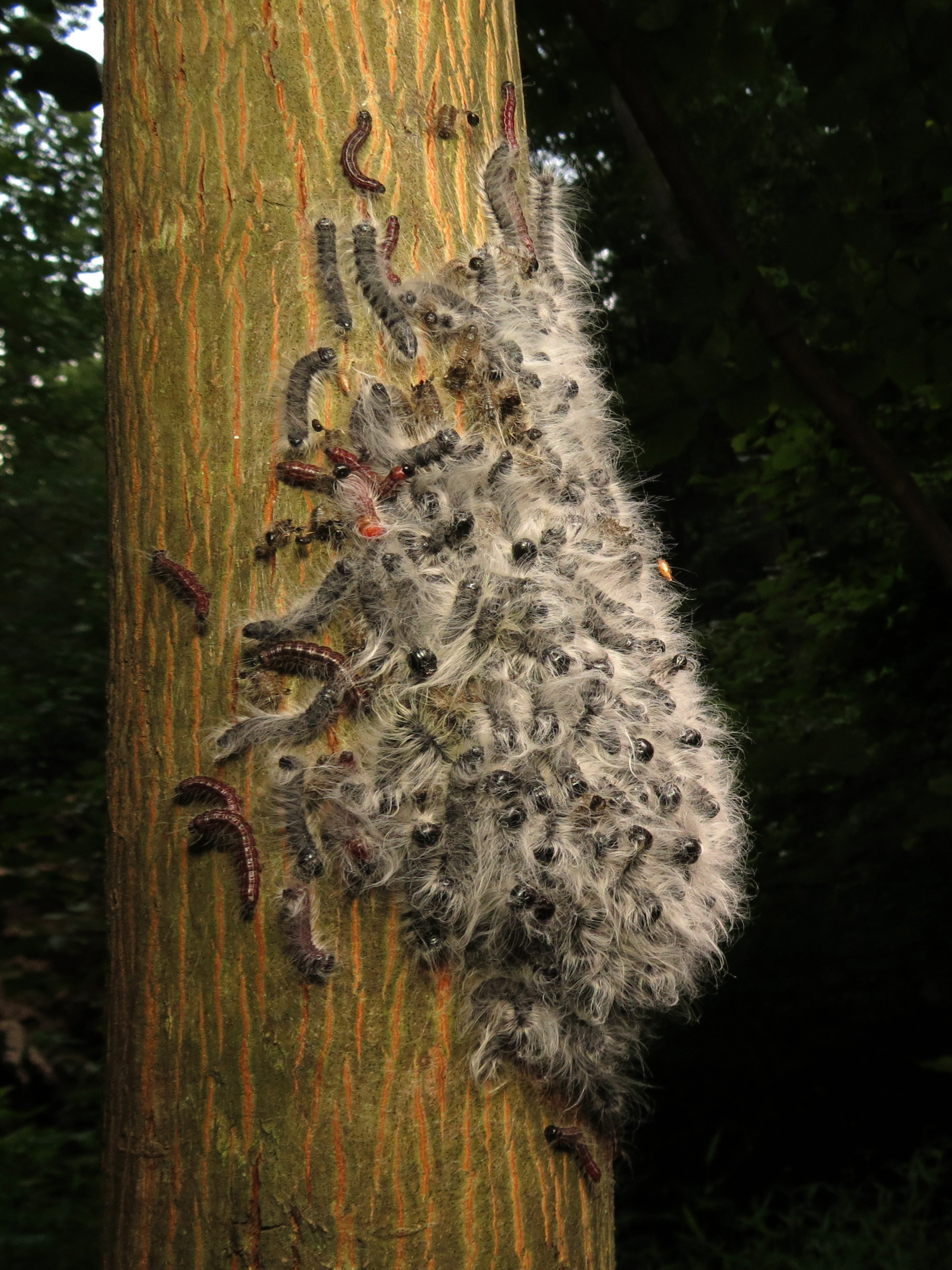
Shluk housenek můry Datana integerrima na ořechovci srdcovitém
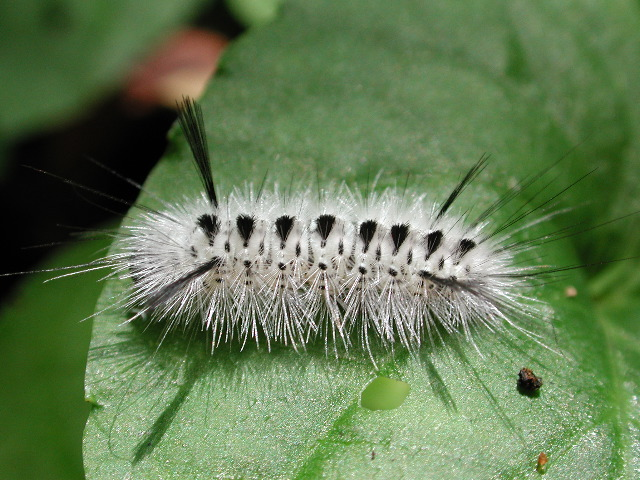
Housenka přástevníka Lophocampa caryae
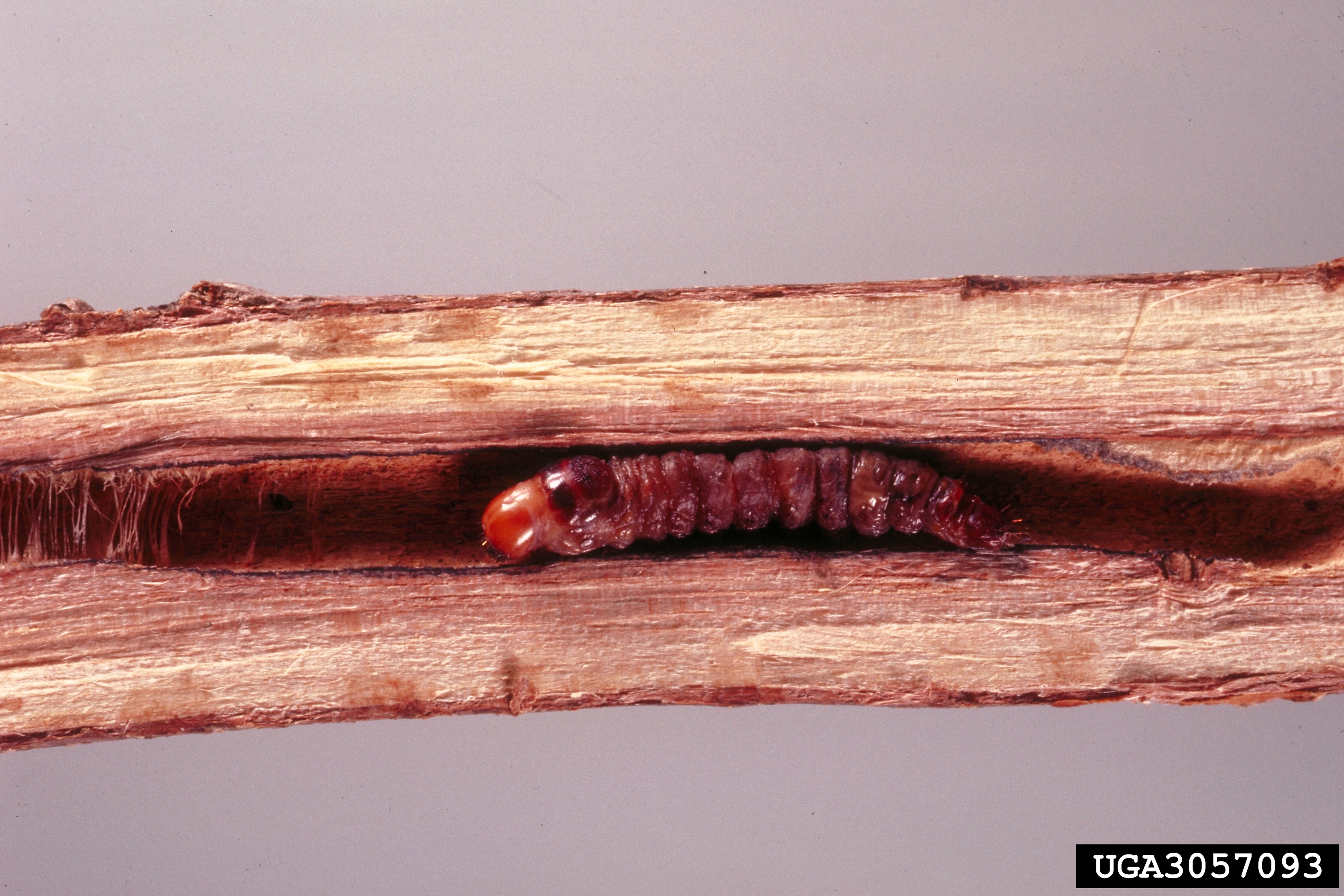
Housenka drvopleně Cossula magnifica vrtající ve větvi

## Taxonomie
Rod Carya je v rámci čeledi Juglandaceae řazen do podčeledi Juglandoideae a je jediným rodem tribu Hicoreae. Rod tvoří vývojovou větev sesterskou ke kladu zahrnujícímu rody Juglans, Pterocarya a Cyclocarya. Není tedy zcela bezprostředně příbuzný s ořešákem.

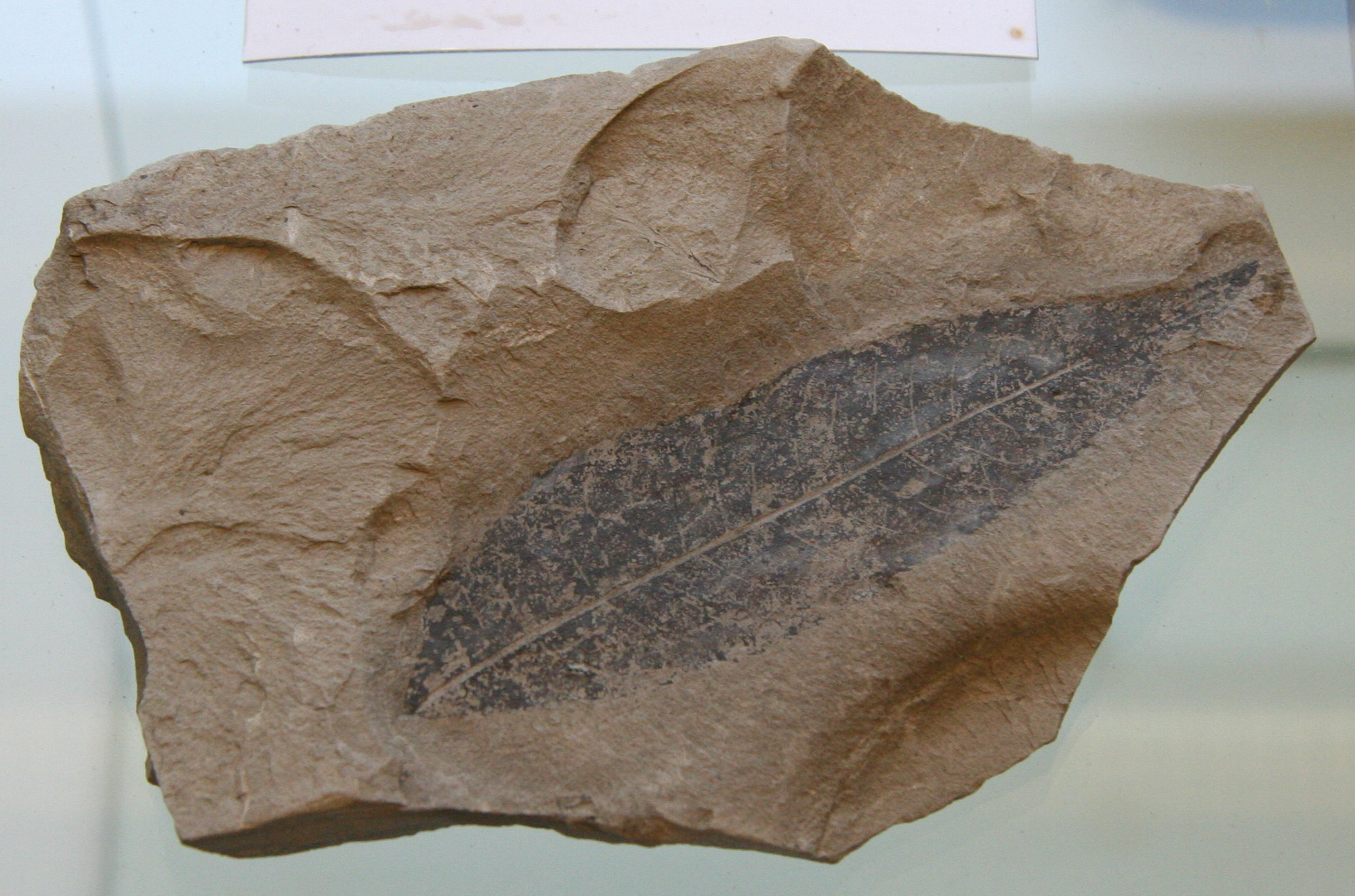
Fosílie listu †Carya serrifolia z období miocénu

## Prehistorie
Nejstarší fosilie rodu Carya (listy, jehnědy a plody) jsou s jistotou známy z raných třetihor, z období paleocénu. Ořechovce se v třetihorách vyskytovaly i na území České republiky. Otisky listů, připomínající vyhynulý druh †Carya serrifolia, jsou známy ze severočeských uhelných pánví. Pocházejí z období miocénu.

## Zástupci
- ořechovec bažinný (Carya aquatica)
- ořechovec dřípatý (Carya laciniosa)
- ořechovec srdcovitý (Carya cordiformis), syn. ořechovec hořký (C. amara)
- ořechovec lysý (Carya glabra)
- ořechovec pekanový (Carya illinoinensis), syn. ořechovec pekan
- ořechovec plstnatý (Carya alba, syn. C. tomentosa)
- ořechovec vejčitý (Carya ovata)[16][17]

## Význam
Jádra plodů řady druhů jsou jedlá a tvořily tradiční složku potravy řady kmenů severoamerických Indiánů. Nejchutnější jsou plody ořechovce pekanového, známé jako pekanové ořechy. Mají příjemnou máslovou vůni, vysoký obsah tuků (až 70 %) s převahou nenasycených mastných kyselin a až 18 % bílkovin. V Severní Americe je po nich velká poptávka a sklízejí se ve velkém množství. Přibližně 80 až 95 % světové sklizně připadá na Spojené státy, jsou však pěstovány také v Austrálii, Jihoafrické republice a Brazílii. Zřídka se dovážejí i do České republiky. V Severní Americe mají význam i ořechy ořechovce vejčitého, které jsou známy jako hikorové ořechy. Jedlé jsou také ořechy ořechovce dřípatého, ořechovce plstnatého a ořechovce lysého. Indiáni Algonkinských kmenů ve Virginii drtili semena ořechovce vejčitého a po přidání vody z nich připravovali tzv. hikorové mléko, používané jako pochutina.
Z pekanových ořechů je lisován jedlý olej, který je používán zejména v kosmetice a farmacii. Olej z plodů Carya tonkinensis byl v minulosti používán ke svícení. Ze slupek plodů ořechovce pekanového je extrakcí získáván juglon, který byl již od 1. století používán k barvení vláken při výrobě gobelínů na hnědožluto.
Ořechovce poskytují kvalitní, dekorativní dřevo. Dřevo severoamerických druhů je obchodováno pod názvem hickory (hikorové dřevo). Jsou rozdělovány do dvou skupin. Mezi tzv. pravé hikory (true hickories) náleží ořechovec lysý, ořechovec plstnatý, ořechovec dřípatý a ořechovec vejčitý, zatímco zbývající americké druhy jsou řazeny mezi tzv. pekanové hikory (pecan hickories). Dřevo pravých hikor je hustší a náleží k nejtvrdším a nejpevnějším dřevům Severní Ameriky. Dřevo je velmi výhřevné a slouží i jako topivo a k výrobě dřevěného uhlí ke grilování masa. Jeho kouř dává pokrmům charakteristické aroma.
Ořechovce jsou občas pěstovány v českých botanických zahradách a arboretech. Nejčastěji vysazovaným druhem je ořechovec vejčitý. Řidčeji se pěstují i jiné druhy, jako je ořechovec srdcovitý, ořechovec plstnatý, ořechovec dřípatý a ořechovec lysý.

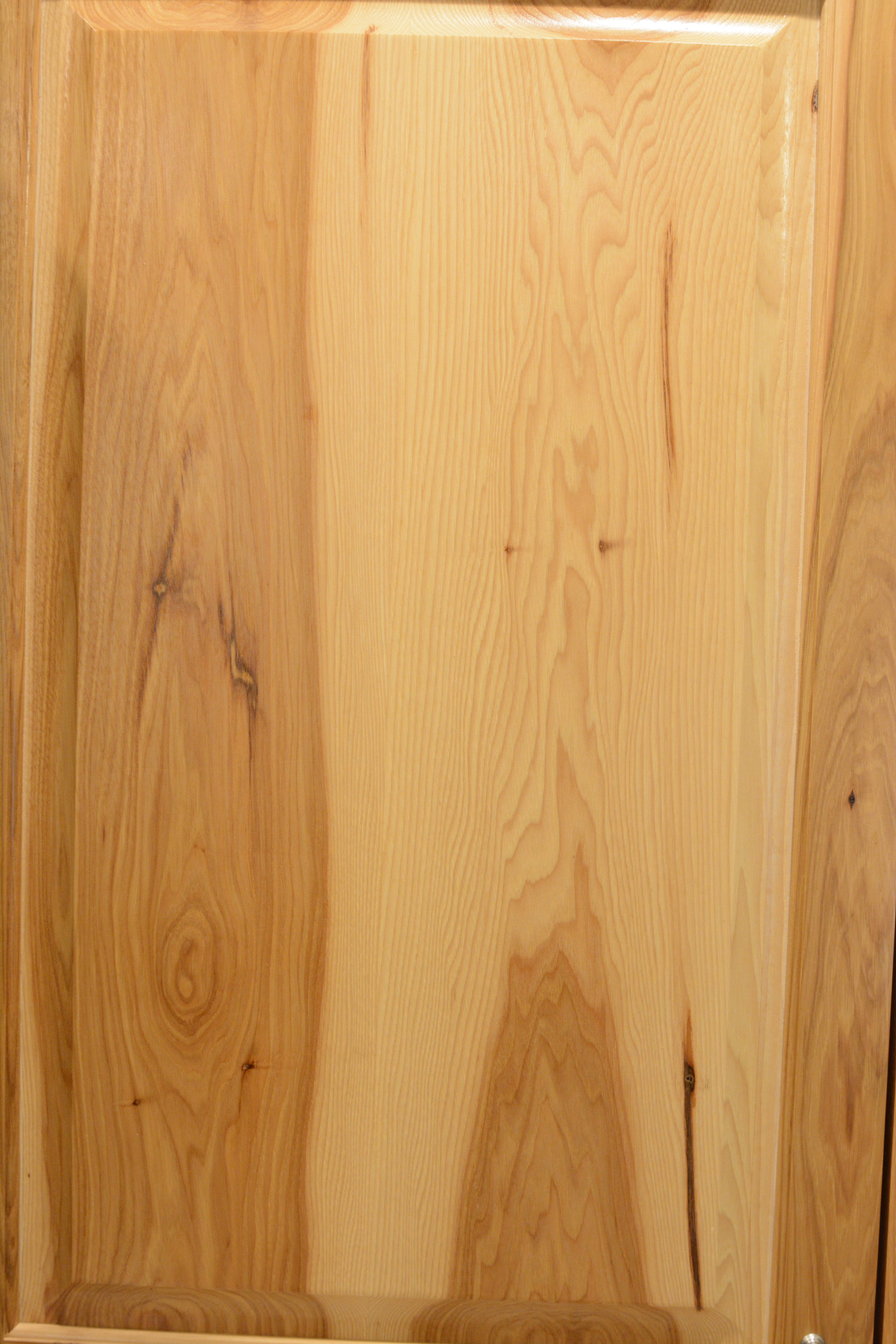
Opracované hikorové dřevo
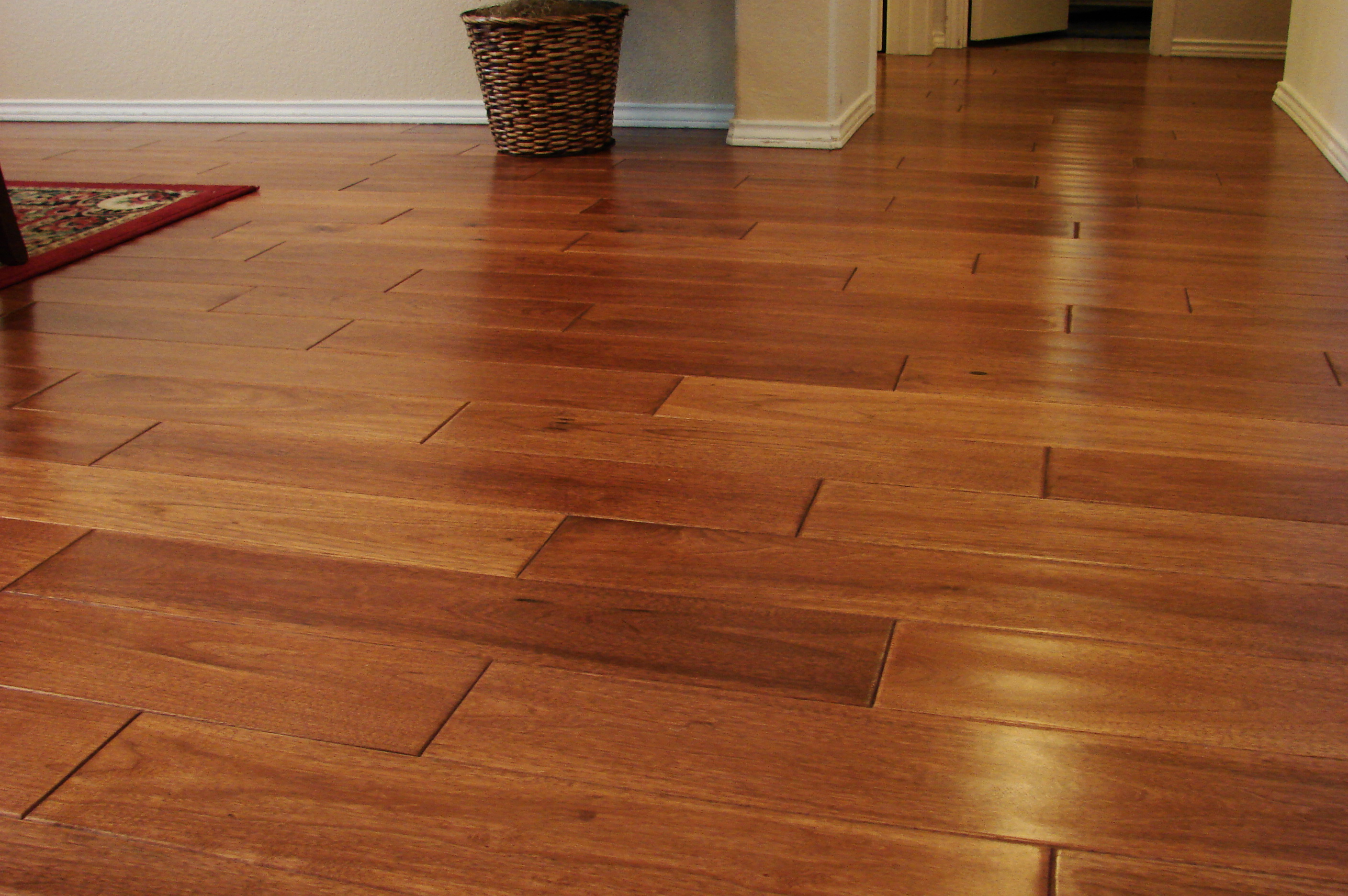
Podlaha z hikorového dřeva
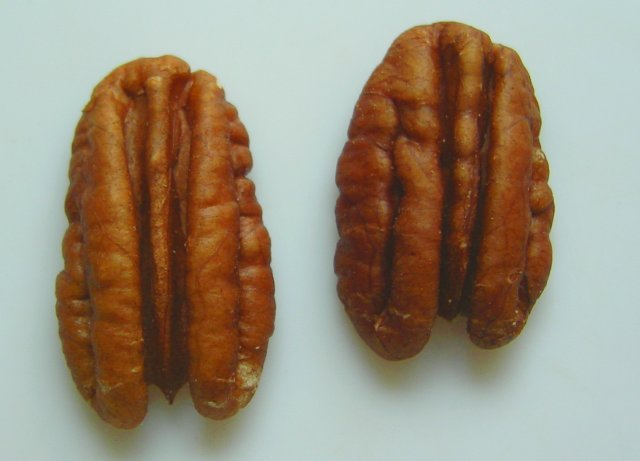
Jádra pekanových ořechů
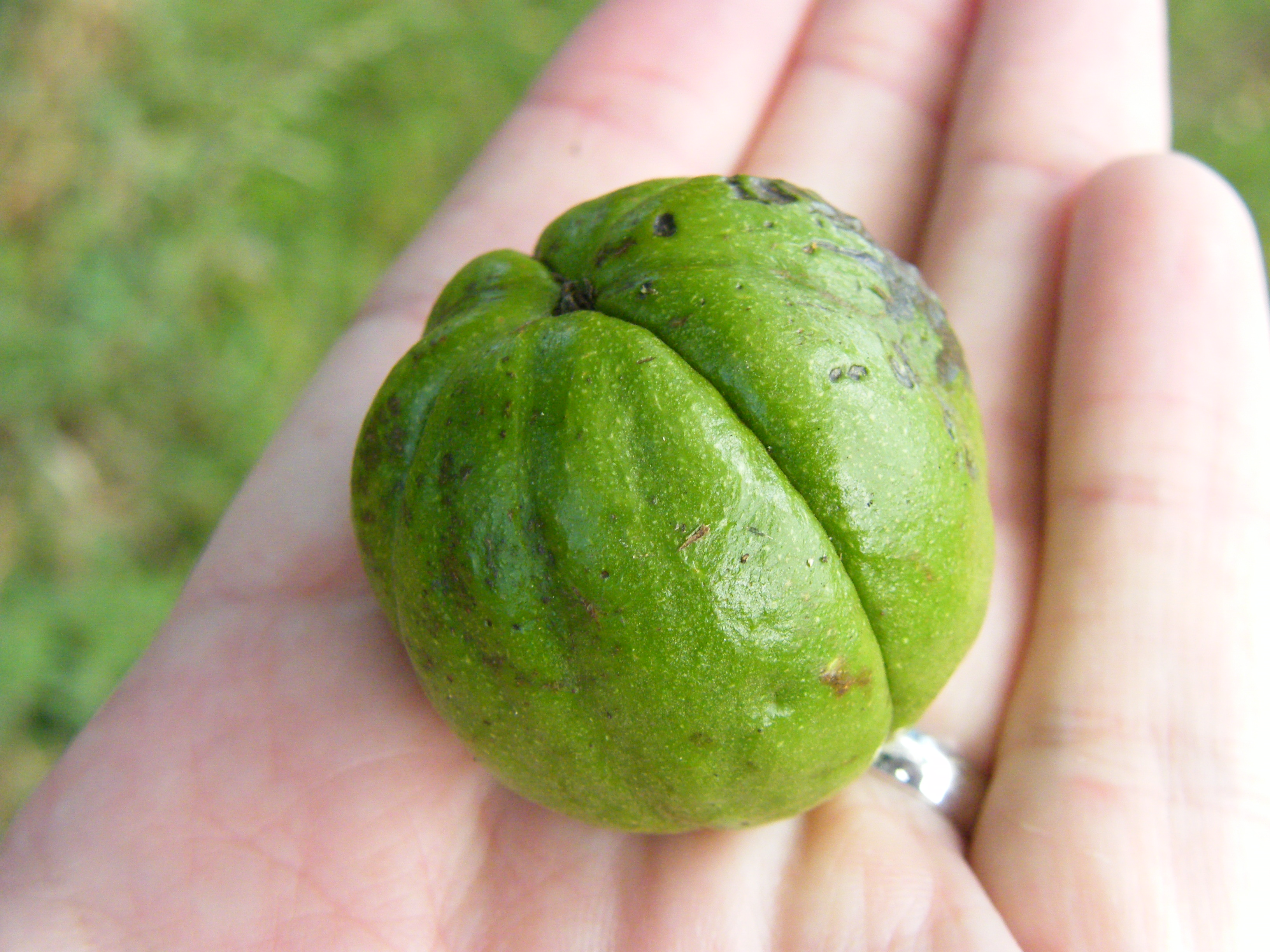
Hikorový ořech ve slupce